# Lands of Lore III
Lands of Lore III je akční RPG videohra s prvky adventury americké vývojářské firmy Westwood Studios z roku 1999 pro platformu Microsoft Windows.
Vydání zrealizovala firma Electronic Arts na CD-ROM. Hra využívala vylepšený 3D engine z minulého dílu v kombinaci s 2D sprity.
Lands of Lore III je také poslední díl třídílné videoherní série Lands of Lore. Předchůdcem je hra Lands of Lore II: Guardians of Destiny z roku 1997.

## Příběh
Hlavní hrdina, 16letý Copper LeGré, napůl člověk a napůl drak a nevlastní syn Erica, bratra krále Richarda, je svědkem vyvraždění své rodiny hroznými démony, kteří vypadají jako nemrtví psi stažení z kůže. On sám přitom přijde o svou duši. Zdá se, že zůstaly otevřeny portály mezi dimenzemi. Copper musí získat zpět svou duši a projít Gladstone a dalších pět dimenzí, aby nalezl jednotlivé kusy zrcadla, což umožní uzavřít trhliny v prostoru a zachránit Gladstone.

## Popis herního světa
Lands of Lore III graficky vychází z předchozího dílu, po herním světě se tedy lze pohybovat volně v 3D prostoru. Ani zde není družina několika postav (jako u prvního dílu), ale jen jeden hlavní hrdina: Copper LeGré. Zásadní rozdíl je v tom, že je zde možnost vstoupit do některé ze čtyř gild (nebo i do všech) a tam vylepšovat své atributy. Každá gilda disponuje pomocníkem, který pak hráče doprovází (max. jeden, i když jste členem více gild) a pomáhá hlavnímu hrdinovi při plnění úkolů. Tato postavička je do velké míry nezávislá, ačkoli ji lze omezeně ovládat.
Seznam gild
- pro bojovníky - pomocníkem je železný golem Lig, který je sice pomalý, ale silný v boji a vyzná se v nepřátelích a jejich slabinách. Umí najít potravu.
- pro mágy - pomocníkem je víla Griselda, ovládá útočná kouzla a zná spoustu předmětů.
- pro kleriky - pomocníkem je víla Goldie, která umí léčit a při boji sesílat ochranná kouzla. Umí hledat předměty a kouzlit světlo.
- pro zloděje - jediná tajná. Pomocníkem je Syrrus, není příliš vhodný pro boj, umí ukrást předmět v obchodě nebo ho najít v divočině.

Souboje probíhají opět v reálném čase, oproti minulému dílu přibyla možnost více využívat myš (rozhlížet se s ní i nahoru a dolů apod.). Magie doznala změn, kouzel je více. Již jsou zde opět obchody, kde lze platit penězi a také je nutné pro přežití jíst. Novinkou je také deník, kde se automaticky zapisují nejen questy, ale také např. seznam příšer (bestiář), seznam předmětů i s jejich účinky či vlastnostmi atd.
Seznam herních lokací (světů)
- hrad Gladstone a okolí
- zamrzlý svět obývaný dvouhlavými šavlozubými tygry, jehož dominantou je Bílá věž s amazonkami
- vulkanický ostrov s jeskyněmi obývaný draky a elementály
- podzemí se starým viktoriánským domem, přebývají zde duchové, příšery a démoni
- mimozemská planeta s technologickou rasou
- poušť na Zemi, otrávená tiberiem a zničená jadernou válkou mezi znepřátelenými stranami GNI a NOD (prostředí her Command & Conquer)

## Oficiální příručka
V roce 1999 vydalo nakladatelství Stuare v češtině oficiální příručku Lands of Lore III. Obsahovala podrobný návod ke hře, detailní mapy, kompletní informace o všech zbraních a kouzlech, různé herní taktiky a mnoho rad a tipů.